# Simon de Vlieger

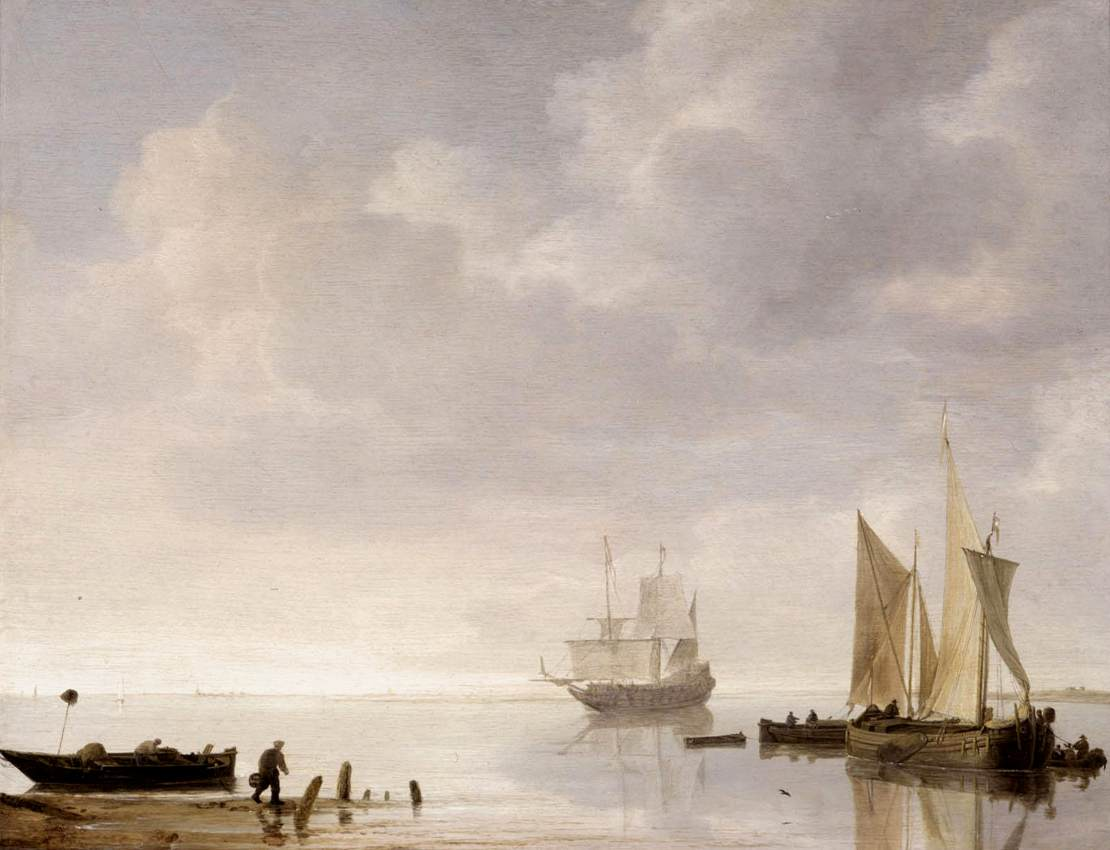
Zeegezicht, ca. 1940

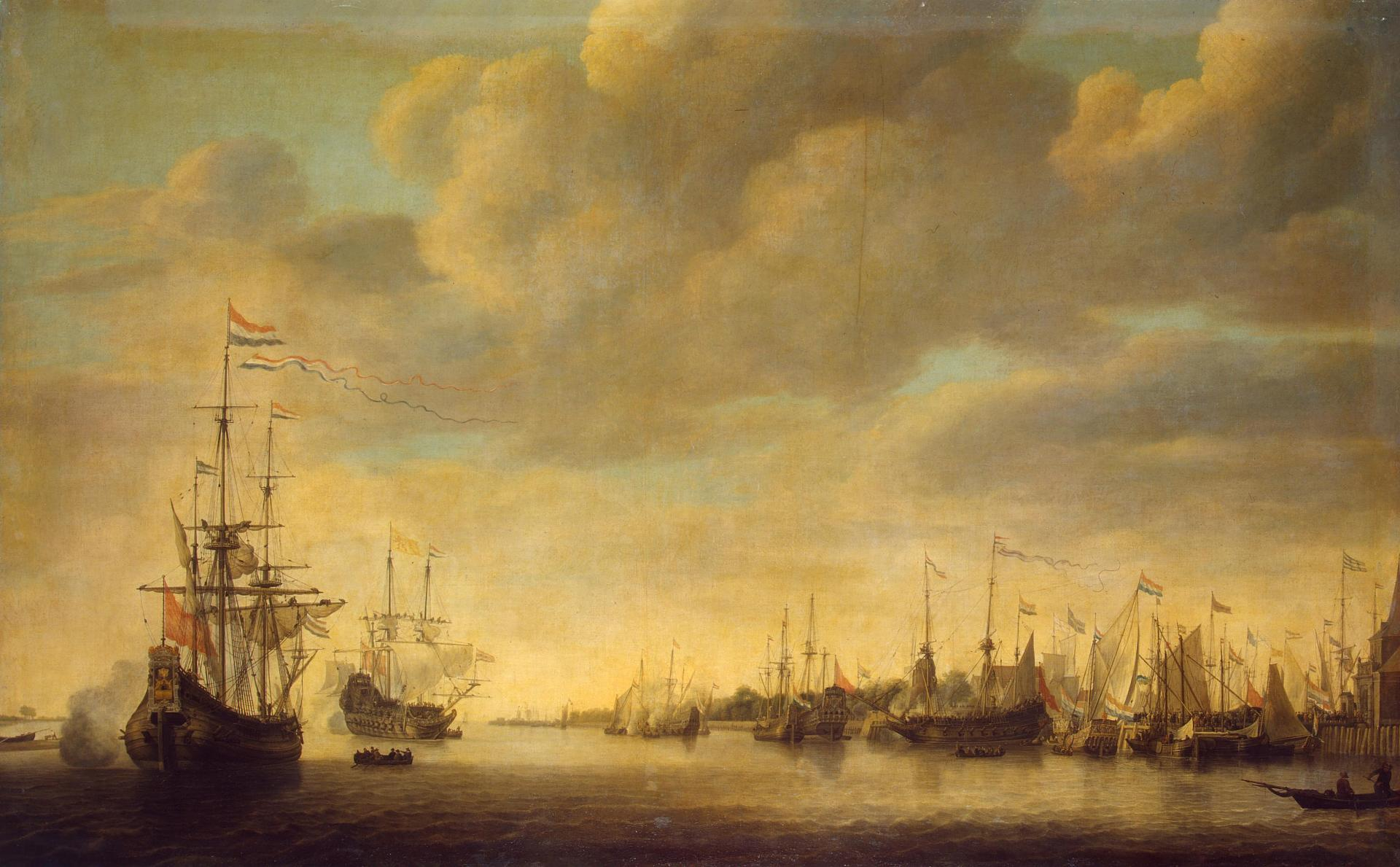
Aankomst van Willem van Oranje in Rotterdam, 1642, Hermitage, Sint-Petersburg

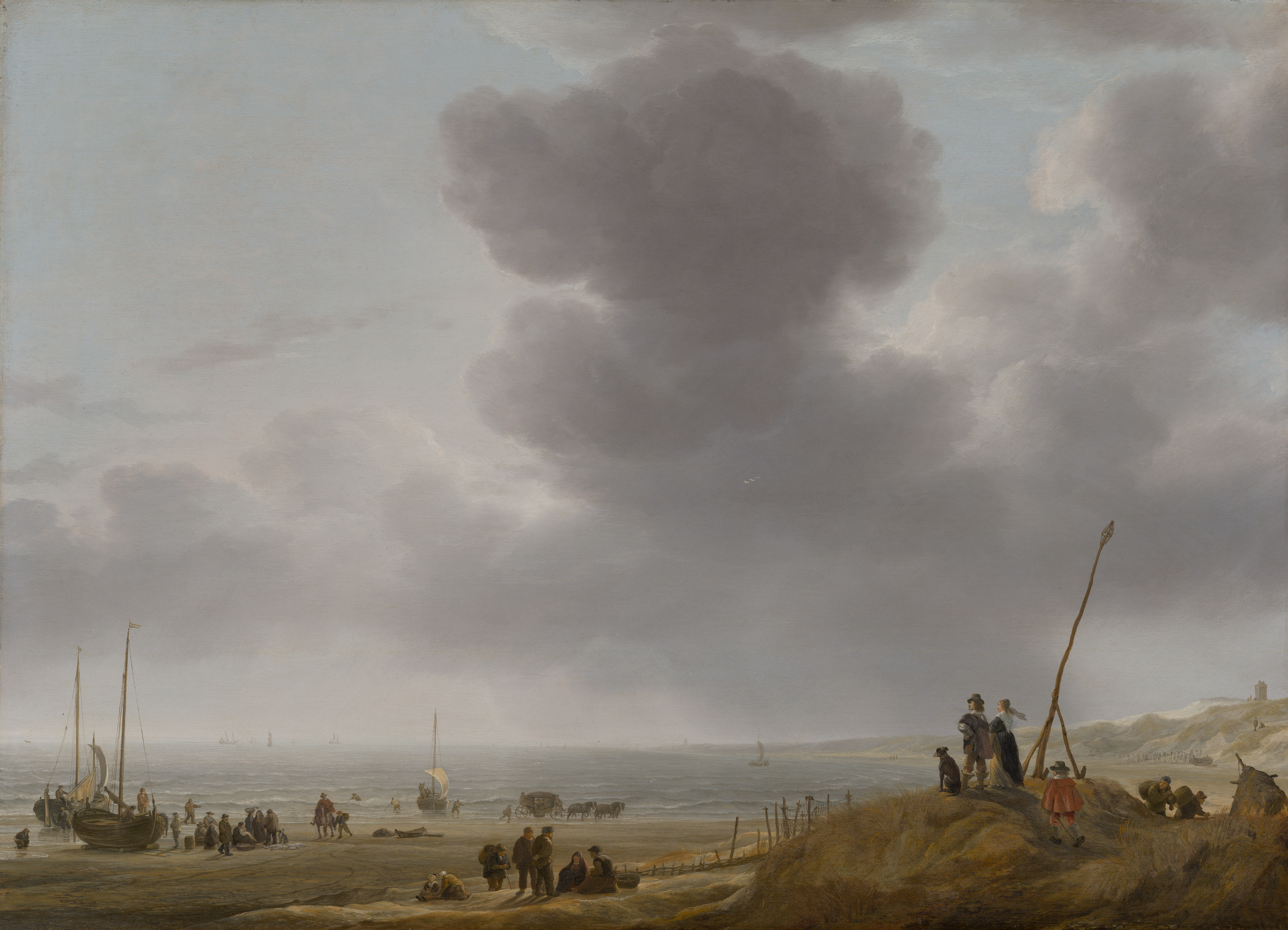
Strandgezicht, 1643, Mauritshuis, Den Haag

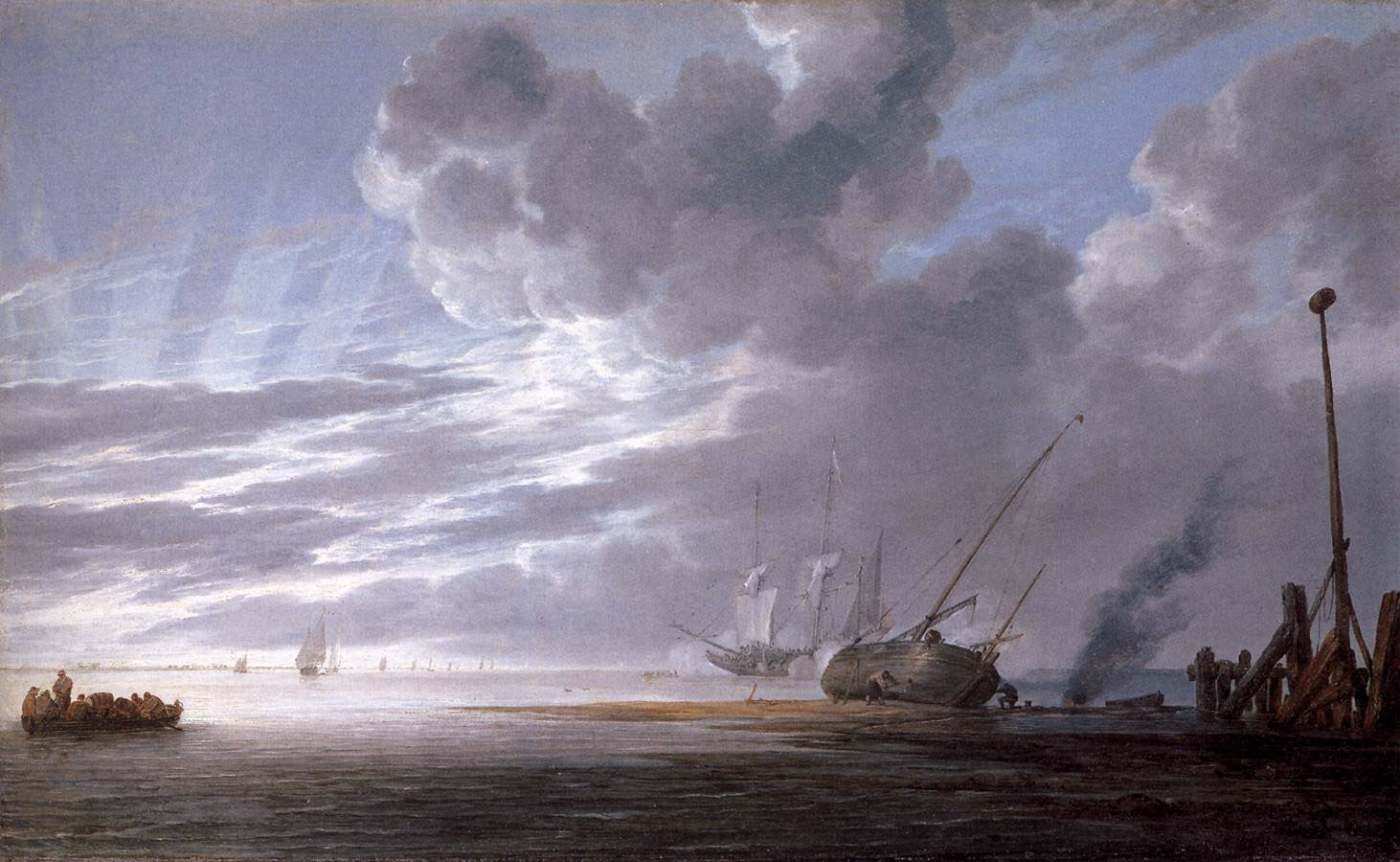
Strandgezicht in de ochtendzon, ca. 1643, National Gallery of Art, Washington

Simon Jacobsz. de Vlieger (Rotterdam ? ca. 1601 - Weesp, maart 1653) was een Hollandse kunstschilder. Hij is vooral bekend vanwege zijn marines of zeegezichten, maar naast deze maritieme stukken creëerde hij ook strandtaferelen en landschappen, en heel zelden een portret.

## Leven
Hoewel oude bronnen abusievelijk melden dat hij in 1602 of 1612 in Amsterdam werd geboren, wordt thans algemeen aangenomen dat De Vlieger geboren werd in Rotterdam, alwaar hij waarschijnlijk ook opgroeide. Hij is in ieder geval traceerbaar in Rotterdam vanaf zijn huwelijk in 1627 tot 1633.
Over de opleiding die hij tot die tijd genoot is echter weinig bekend. In 1634 verhuisde hij naar Delft, waar hij de huur voor zijn onderkomen in de vorm van schilderijen uitbetaalde. Vanaf rond 1638 was hij in Amsterdam te vinden, alwaar hij op 5 januari 1643 het burgerrecht verkreeg. Hij keerde echter met enige regelmaat terug naar Rotterdam.
Zijn laatste levensjaren bracht hij door in Weesp, waar hij in 1649 een huis had gekocht. Hij werkte samen met Jan van de Cappelle en Hendrick Dubbels. De Vlieger is op 13 maart 1653 te Weesp begraven.

## Werken
Bij wie Simon de Vlieger heeft leren schilderen is niet bekend. Er is gesuggereerd dat hij in de leer is geweest bij Jan van Goyen en/of Jan Porcellis.
Het vroegst bekende werk van De Vlieger dateert uit 1624. Dit maritieme stuk was nog sterk beïnvloed door het werk van Jan Porcellis, die zelf tussen 1600 en 1615 in Rotterdam werkzaam was, en Willem van de Velde de Oude en toont meerdere schepen en rotsachtige kusten. De Vlieger was gespecialiseerd in het gedetailleerd weergeven van schepen en wist de kleuren op het zeewater realistisch weer te geven. Hij gaf daarbij gehele vloten en zelfs zeeslagen weer en naarmate de tijd vorderde, ontwikkelde hij daarbij een geheel eigen stijl. Hij gaf in schetsen blijk van zijn inzicht in perspectief, dat hij waarschijnlijk middels deze schetsen aan leerlingen of kunstliefhebbers trachtte te verduidelijken. De Dordtenaar Albert Cuyp zou bekend zijn geweest met het werk van De Vlieger en hij zou de karakteristieke Hollandse luchten met wolken en doorvallende zonnestralen van De Vlieger hebben gekopieerd.
Rond 1630 vervaardigde De Vlieger zijn eerste strandscène, een landschapstype dat hij de daaropvolgende twee decennia veelvuldig schilderde. Deze periode wordt vaak gezien als De Vliegers bloeiperiode. Vanaf 1650 tot zijn dood schilderde en tekende hij met name zeekusten en bossen.
De Vlieger signeerde zijn werk met de letters "S.D.VL.F.", Simon de Vlieger fecit. Zijn werk werd gekopieerd door andere kunstenaars, zoals Jan van Ossenbeeck (ca. 1624-1674).
Naast het vervaardigen van schilderijen hield De Vlieger zich bezig met het ontwerpen van wandtapijten voor de magistraten van Delft (1640-1641) en het vervaardigen van etsen en het gebrandschilderde glas van de Nieuwe Kerk in Amsterdam (1648). Verder schilderde hij ook de orgelluiken van de St.-Laurenskerk in Rotterdam (1642), die in de achttiende eeuw werden vervangen. De geschilderde versieringen bij de komst van Maria de' Medici naar Amsterdam in 1638 waren ook van zijn hand.
De Vlieger drukte, als een van de eerste maritieme schilders, zijn stempel op de 17e-eeuwse maritieme kunst en hij werd ook toentertijd reeds geprezen. Rembrandt van Rijn was een van zijn tijdgenoten die, naast zelf te schilderen, handelde in het werk van De Vlieger. In latere tijden werd vooral betreurd dat de zachte, warme kleuren die zijn schilderijen kenmerkten, in een deel van zijn werk waren vervaagd, waardoor de schilderijen er kil uitzagen; wel werd de kwaliteit van zijn composities, ook in de 19e eeuw, gewaardeerd.
De Vlieger gaf zijn vaardigheden en kennis door aan zijn leerlingen, waaronder Willem van de Velde de Jonge en Jan van de Capelle. Van de Capelle bezat op een gegeven moment 1300 tekeningen van de hand van De Vlieger. Het succes dat Willem Van de Velde de Jonge in Engeland had met zijn werk deed De Vliegers werk gedurende de 18e en 19e eeuw lichtelijk in vergetelheid geraken.